# كارافينو

كارافينو هي كومونا تقع في أقليم بييمونتي، إيطاليا.